# Club Deportivo Plus Ultra
El Club Deportivo Plus Ultra era un club de fútbol de España, de la pedanía murciana de Llano de Brujas en la Región de Murcia. Fue fundado en 1924 y jugaba en Tercera Federación, la quinta categoría en el sistema de ligas de fútbol de España de la Región de Murcia.

## Historia
Allá por 1924, cuando ya estaban delimitados los pueblos y pedanías de la Región de Murcia, comenzaron a surgir entre los aficionados al fútbol las primeras disputas amistosas para dirimir quiénes eran los mejores. En las reuniones de los vecinos cuando pateaban una pelota o aquello que pudiera asemejarse a un balón, comenzó a germinar la necesidad de enfrentarse a otros pueblos. En espacios en los que se colocaban dos piedras o dos palos a modo de porterías comenzaron a verse los primeros partidos en el pueblo. Eran otros tiempos ya que, y según cuentan las personas mayores del pueblo, el equipo se desplazaba en bicicleta hasta poblaciones como Orihuela para jugar un partido. Así nació el Club Deportivo Plus Ultra que es como se conoce el equipo de fútbol de Llano de Brujas.
Su fundación data de aquel mismo año (1924) y sólo los recuerdos de aquellos primeros "futboleros" que pateaban las calles del pueblo nos ayuda a descubrir los primeros pasos del club. Hace aproximadamente 100 años del día en el que jugaron su primer partido contra el Atlético de Murcia, aunque también se baraja que fuera contra El Imperial, presentándose el equipo en las Fiestas de San Pedro, y en cuyo partido ganaron 1-0. Su mayor auge lo consigue al comienzo del siglo XXI, a partir de la temporada 2001/02, fecha en la que la Escuela de Fútbol Cholo y Moñino traslada su escuela a Llano de Brujas, desde ese momento, con Jesús Zapata Martínez como responsable y presidente del club comienza una de las mejores épocas para el club. En la temporada 2007/2008 el club consigue el ascenso a Tercera División tras 3 temporada en Preferente murciana, 7 años más tarde en la temporada 2015/2016 perdería la categoría en la última jornada de liga tras conceder un empate en el último minuto contra el Pinatar, rival directo de los salareños. 
Tres temporadas después bajo la dirección técnica de Jesús Zapata Ros el club consigue volver a la cuarta categoría del fútbol español obteniendo uno de los ascensos más polémicos en la historia del fútbol murciano, ya que en el partido de vuelta de la final del playoff disputada contra el Abarán Club de Fútbol, el árbitro dio por concluido el partido con victoria para el Plus Ultra pero con un marcador global de empate dando por ganador y equipo ascendido a los abaraneros que habían terminado la temporada regular mejor clasificados que los de Llano de Brujas, pero una decisión del delegado de la Federación Murciana de Fútbol presente en el campo obligó a ambos equipos al lanzamiento de penaltis. EL CD Plus Ultra estuvo más acertado y consiguió el tan ansiado ascenso. Las dos siguientes temporadas estuvieron marcadas por la pandemia y un pésimo proyecto deportivo integrando a jugadores en sus filas que no estuvieron al nivel de la categoría, consumándose un nuevo descenso en la temporada 2020/2021. 
En el año 2023, con Ana Ruiz Mata como presidenta el club consigue recuperar la categoría nacional siendo campeón del grupo II de Preferente autonómica bajo la batuta de José Ángel Ruiz López Cholo firmando la mejor temporada de su historia en dicha categoría. La temporada 2023/2024 integrará el grupo XIII de Tercera Federación, justo el año de su centenario.En la temporada 24/25 se ha creado un Club Deportivo Plus Ultra B que juega en Segunda Autonómica.

## Uniforme
- Uniforme titular: Camiseta azul, pantalón blanco y medias blancas con vuelta azul.

## Estadio
El campo del Club Deportivo Plus Ultra es el Municipal de Llano de Brujas, con capacidad para 1000 personas. El terreno de juego es de césped artificial de alta gama.

## Datos del club
- Temporadas en Primera División: 0
- Temporadas en Segunda División: 0
- Temporadas en Segunda División B: 0
- Temporadas en Tercera División: 9
- Temporadas en Preferente Territorial de España: 8

## Plantilla
| Nombre            | Posición     | País       |
| ----------------- | ------------ | ---------- |
| Alex Martinez     | Portero      | España     |
| Alberto Hortal    | Portero      | España     |
| Gero Rojas        | Portero      | Argentina  |
| Juan Pablo        | Portero      | España     |
| David Alhama      | Lateral Der. | España     |
| Martin Viña       | Lateral Der. | Uruguay    |
| Alexis Perez      | Lateral Der. | Argentina  |
| Bard              | Lateral Der. | Marruecos  |
| Luke Naylor       | Defensa      | Inglaterra |
| Bouba Sakho       | Defensa      | Italia     |
| Ruben Ochoa       | Defensa      | España     |
| Alan Gonzalez     | Defensa      | Argentina  |
| Jaime Vito        | Lateral Izq. | Argentina  |
| Luciano Servin    | Lateral Izq. | Argentina  |
| Adriano "Guacho"  | Pivote       | Argentina  |
| Santi Fortun      | Pivote       | Argentin   |
| Cesar Esteban     | Mediocentro  | España     |
| Gabi Moreno       | Mediocentro  | Argentina  |
| Lucca Julio       | Mediocentro  | Argentina  |
| Fran Galvez       | Extremo Izq. | España     |
| Luciano Ricutti   | Extremo Izq. | Argentina  |
| Mario Vallejos    | Extremo Der. | España     |
| Bautista Espinosa | Mediapunta   | Argentina  |
| Gaston Viera      | Mediapunta   | Argentina  |
| Nico Varela       | Mediapunta   | Uruguay    |
| Tomas Castiñeira  | Delantero    | España     |

## Cuerpo Técnico
El conjunto de Llano de Brujas conforma un gran staff técnico; Jose Angel Ruiz Lopez "Cholo" es el  entrenador.

## Directiva
La presidencia del Club Deportivo Plus Ultra es de Ana Ruiz Mata